# Gesetz zur Verbesserung der Feststellung und Anerkennung im Ausland erworbener Berufsqualifikationen
Das Gesetz zur Verbesserung der Feststellung und Anerkennung im Ausland erworbener Berufsqualifikationen ist ein Änderungsgesetz, dessen Kern das Berufsqualifikationsfeststellungsgesetz ist und das bestehende Fachgesetze ändert. Es gewährt natürlichen Personen einen Rechtsanspruch auf Prüfung ihrer im Ausland erworbenen Qualifikationen und auf zeitnahe Mitteilung des Prüfungsergebnisses. Dieser Anspruch ist weitgehend unabhängig von der Staatsangehörigkeit und dem Aufenthaltstitel. Anträge können aus dem In- und dem Ausland gestellt werden.

## Inhalt
Artikel 1 des Anerkennungsgesetzes ist das Berufsqualifikationsfeststellungsgesetz (BQFG). Artikel 2 bis 61 regeln Änderungen in berufsrechtlichen Fachgesetzen, Artikel 62 das Inkrafttreten des Anerkennungsgesetzes.

### Berufsqualifikationsfeststellungsgesetz
Das in Artikel 1 des Anerkennungsgesetzes festgelegte Berufsqualifikationsfeststellungsgesetz (BQFG) legt einen Rechtsanspruch natürlicher Personen auf Prüfung ihrer im Ausland erworbenen Qualifikationen fest. Es gewährt zugleich das Recht auf eine zeitnahe Mitteilung darüber, ob die betreffenden Abschlüsse in Deutschland anerkannt werden. Bei reglementierten Berufen muss die Mitteilung (der sogenannte Bescheid) auch angeben, durch welche Maßnahmen die wesentlichen Unterschiede gegenüber dem erforderlichen inländischen Ausbildungsnachweis ausgeglichen werden können.
Berufsrechtliche Regelungen haben gemäß § 2 Absatz 1 BQFG und teilweise § 11 Absatz 3 BQFG Vorrang. Sie sind bei Gleichwertigkeitsverfahren in diesen Berufen anzuwenden (Subsidiarität).
In § 17 BQFG wird die Erhebung einer jährlichen Statistik festgelegt. § 18 BGFG sieht nach Ablauf von vier Jahren nach Inkrafttreten eine Evaluation vor, über die dem Bundestag und dem Bundesrat zu berichten ist.

### Änderung bestehender Fachgesetze
Artikel 2 bis 61 des Anerkennungsgesetzes legen Änderungen in berufsrechtlichen Fachgesetzen fest. Vor allem werden diese Fachgesetze an das neue Berufsqualifikationsfeststellungsgesetz angepasst und die bestehenden Regelungen, die zum Teil nur für EU-Abschlüsse galten, auf Drittstaatsabschlüsse ausgeweitet.

### Anspruchsberechtigte
Der Prüfungsantrag kann unabhängig von der Staatsbürgerschaft und dem Aufenthaltsstatus von jeder natürlichen Person gestellt werden, die nachweist, über einen ausländischen Berufsabschluss zu verfügen und darlegt, dass sie beabsichtigt, eine Erwerbstätigkeit in Deutschland auszuüben. Zudem können Staatsangehörige von EU/EWR/Schweiz sowie Personen, die dort ansässig sind, auch ohne Darlegung der Erwerbstätigkeitsabsicht einen Prüfungsantrag stellen.

### Berufe
Das Anerkennungsgesetz gilt für:
- nicht reglementierte Berufe (Teil 2, Kapitel 1 BQFG mit §§ 4–8 und Kapitel 3 BQFG mit §§ 14–16), bei der eine Gleichwertigkeitsfeststellung Vorteile auf dem Arbeitsmarkt bieten kann aber für eine Berufsausübung nicht erforderlich ist, etwa für duale Ausbildungsberufe, die durch das Berufsbildungsgesetz (BBiG) oder auch die Handwerksordnung (HwO) geregelt sind;
- bundesweit reglementierte Berufe (Anerkennungsregelungen in berufsrechtlichen Fachgesetzen z. B. BÄO, BAKrPflG, bzw. - falls keine fachgesetzlichen Regelungen Teil 2, Kapitel 2 BQFG mit §§ 9–13 und Kapitel 3 BQFG mit §§ 14–16), etwa Arzt, Apotheker, Psychotherapeut, Krankenpfleger, Rechtsanwalt.

Reglementierte Berufe sind berufliche Tätigkeiten, deren Aufnahme oder Ausübung durch Rechts- oder Verwaltungsvorschriften an den Besitz bestimmter Berufsqualifikationen gebunden ist. Die Gleichwertigkeitsfeststellung ist damit zwingende Voraussetzung für die Berufsausübung.
In Abgrenzung zu anderen Regelungen gilt das Anerkennungsgesetz nicht für:
- landesrechtlich geregelte und dort reglementierte Berufe, etwa Lehrer, Erzieher, Sozialpädagoge, Ingenieur, Architekt.[2] Für diese Berufe bestehen teilweise Anerkennungsgesetze der Länder, welche ggf. die Anerkennung der beruflichen Qualifikation regeln,[3] und die Abschlüsse können durch die Zentralstelle für ausländisches Bildungswesen (ZAB) bewertet werden,[1] deren Bewertungen seit 2000 in der Datenbank anabin verfügbar sind. Zu einigen nicht reglementierten Berufen sind zudem Landesgesetze erlassen worden.[4]
- die Anerkennung von Hochschulabschlüssen, die nicht zu einem reglementierten Beruf hinführen, etwa Mathematiker, Chemiker, Ökonom oder Journalist, und die akademische Anerkennung von im Ausland erbrachten Studien- und Prüfungsleistungen, erworbenen Hochschulzulassungen oder Schulabschlüssen[2] (auf Europa bezogen siehe hierzu: Bologna-Prozess, European Credit Transfer System, Lissabon-Konvention).

Auf die Bestellung zum Notar ist das Berufsqualifikationsfeststellungsgesetz ausdrücklich nicht anwendbar (§ 5 BNotO).

## Kritik
Kritisiert wird unter anderem, dass das Gesetz nicht weit genug gehe und nicht die Wirkung entfalte, die ihm ursprünglich zugesprochen worden ist.
Die Zahl von 44.094 Anträgen in den drei Jahren nach Inkrafttreten des Gesetzes bleibt hinter der ursprünglichen Prognose des Bundes, dass bis zu 300.000 Menschen von dem Bundesgesetz profitieren werden, weit zurück.
Der Zuständigkeitsdschungel, auch Anerkennungsdschungel genannt, ist in Anlehnung an die föderale Organisation des Berufsrechts weitestgehend beibehalten worden. Dadurch sind es weiterhin mehrere Hundert zuständige Stellen bundesweit, die die Anträge auf Anerkennung bearbeiten.
Ferner wird kritisiert, dass die Anerkennung nicht in jedem Fall bundesweit gilt. Das Gesetz weist die Zuständigkeit für Lehrer, Ingenieure, Erzieher sowie für alle Studienabschlüsse, die keinem bestimmten gesetzlich geregelten Beruf zugeordnet werden können, dem Bundesland zu, nicht dem Bund. Dadurch muss jemand, der in ein anderes Bundesland zieht, nachdem seine Ausbildung in einem ersten Bundesland anerkannt wurde, ein erneutes Anerkennungsverfahren durchlaufen. Allerdings ergibt sich dies aus der fehlenden Gesetzgebungskompetenz des Bundes für diese Berufe.
Kritisiert wird zudem, dass der öffentliche Diskurs um die Terminologie der »Anerkennung« falsche Erwartungen unter den potenziellen Antragstellern schürt und damit auch missverständliche Signale in die Welt sendet. Es handelt sich nicht um einen Rechtsanspruch auf Anerkennung, sondern auf ein Verfahren, das die Gleichwertigkeit mit einem deutschen Referenzberuf prüft. Damit ist es ein selektiver Akt, der neben Anerkannten zwangsläufig auch Nicht-Anerkannte produziert (Verkennungsgesetz). Zwar zeigt die amtliche Statistik sehr geringe Ablehnungsquoten von lediglich 4 % auf. Die meisten Anerkennungssuchenden schaffen es einer aktuellen Studie zufolge jedoch nicht bis zu einer formal vollständigen Antragstellung, z. B. weil sie infolge von Flucht keine Unterlagen mehr haben oder weil ihr Beruf keinem deutschen Referenzberuf zugeordnet werden kann. Dadurch erscheinen sie nicht in der offiziellen Statistik und können weder Widerspruch noch Klage einreichen. Soziologen nennen das eine "Legitimation der Verkennung im Namen der Anerkennung" und empfehlen, besser von einem "Bewertungsverfahrensgesetz" zu sprechen.  Der Wert von Qualifikationen, die weltweit erworben wurden, ist nicht objektiv vergleichbar, so die Studie, sodass Machtbeziehungen zwischen den Ausbildungsstaaten eine wesentliche Rolle bei der Bewertung spielen. Ebenso sei es ein populärer Irrtum, dass eine Anerkennung der Qualifikation nur für den Arbeitsmarkt eine Relevanz habe. Da das Merkmal "Qualifikation" unsere alltägliche sozialen Interaktionen strukturiert, ist die Anerkennung in allen gesellschaftlichen Teilbereichen (bis hin zum Small Talk) bedeutsam für die Frage der Integration und der Wertschätzung, die den Auslandsqualifizierten in Deutschland entgegengebracht wird.

## Hintergrund
Das Anerkennungsgesetz zielt auf eine Verbesserung der auf den Arbeitsmarkt bezogenen Integration von Zuwanderern und eine Verringerung des Fachkräftemangels.
Europarechtlich ist eine Anerkennung von beruflichen Qualifikationen, die EU-Bürger in anderen EU-Mitgliedstaaten erworben haben, durch die Richtlinie 2005/36/EG über die Anerkennung von Berufsqualifikationen vorgegeben, der zufolge wesentliche Unterschiede zwischen den Ausbildungen in den Mitgliedsstaaten ausgeglichen werden können – durch „eine Zusatzausbildung, ein Anpassungslehrgang in der Praxis unter Aufsicht, eine Eignungsprüfung, ein vorgeschriebenes Minimum an Berufserfahrung oder eine Kombination solcher Anforderungen“. Der Umsetzung dieser Richtlinie in deutsches Recht diente bereits das Gesetz zur Umsetzung der EU-Berufsanerkennungsrichtlinie in Deutschland vom 2. Dezember 2007. Das Anerkennungsgesetz geht teilweise über diese Richtlinie hinaus: so ist der Anwendungsbereich nicht auf Staatsangehörige der Mitgliedstaaten der Europäischen Union beschränkt, sondern gilt auch für andere Staaten (sogenannte Drittstaaten); zudem setzt das Anerkennungsgesetz nicht voraus, dass die Berufsqualifikation in der Europäischen Union erreicht wurde.
Im Koalitionsvertrag der 18. Wahlperiode des Bundestages vom November 2013 wurde bzgl. des Anerkennungsgesetzes vereinbart:
„Wir werden das Gesetz zur Verbesserung der Feststellung und Anerkennung im Ausland erworbener Berufsqualifikationen („Anerkennungsgesetz“) wo notwendig anpassen. Migrantinnen und Migranten, die noch Qualifizierungsmaßnahmen absolvieren müssen, damit ihr Abschluss als gleichwertig anerkannt wird, wollen wir finanziell unterstützen. Wir werden die Beratungsstrukturen im In- und Ausland verstärken und die Betreuung verbessern.“
Die mit großem Abstand meisten Anerkennungsverfahren nach dem BQFG betrafen im Jahr 2016 und in den vorangehenden Jahren Gesundheits- und Krankenpfleger, Ärzte und Physiotherapeuten. Ungefähr die Hälfte der Anerkennungsverfahren bezog sich 2016 auf Abschlüsse, die innerhalb der EU erworben worden waren. Bei der Anerkennung spielt es bei Pflegeberufen eine Rolle, ob die Ausbildung in einem EU/EWR-Staat oder in einem Drittstaat absolviert wurde, und ob dieser Staat auch während der Ausbildungszeit ein EU-Mitglied war.

## Weiterführende Literatur
- Bericht zum Anerkennungsgesetz, Beschluss des Bundeskabinetts vom 2. April 2014 (PDF; 2,5 MB)
- Erläuterungen zum Anerkennungsgesetz des Bundes, Bundesministerium für Bildung und Forschung, 28. Februar 2012 (PDF; 1,2 MB)
- Sommer, Ilka (2014): Ist das Anerkennungsgesetz ein Verkennungsgesetz? Der umkämpfte Wert ausländischer Berufsqualifikationen in Deutschland, Heinrich-Böll-Stiftung, Juli 2014 (PDF; 1,6 MB)
- Sommer, Ilka (2015): Die Gewalt des kollektiven Besserwissens. Kämpfe um die Anerkennung ausländischer Berufsqualifikationen in Deutschland, Bielefeld: Transcript.